# Gitk
Gitk (повна назва - Generalized Interface Toolkit) — одна з програм для контролю версій, що працює на основі системи git, випускається та підтримується Стефаном Костом(Stefan Kost). Має як графічний, так і консольний інтерфейс.

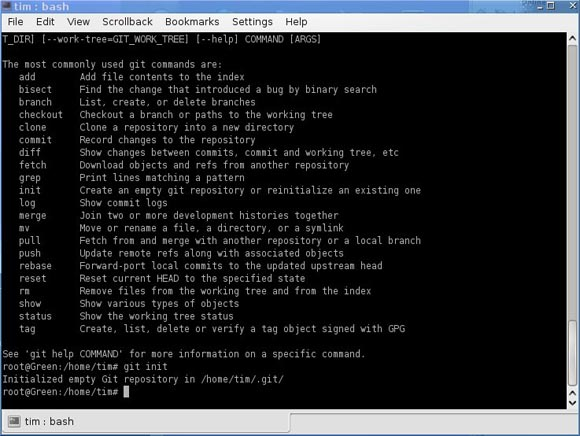
Консольний інтерфейс gitk

## Мета проекту та цільова аудиторія
Основною ціллю даної програми є не розширення функціональності, а навпаки - простота у використанні за рахунок надання можливості створювати власний зручний користувальницький інтерфейс на будь-яку потребу. Таким чином, gitk було створено як додаток, що можна підлаштувати під свої особисті вимоги і редагувати проекти швидко і ефективно. Також gitk має функціонал для підтримки людей з вадами зору і людей з проблемами опорно-рухового апарату.
Проект Gitk в основному розглядався як інструмент для розробників програмного забезпечення, але на цей момент може бути корисним для письменників, фотографів, соціологів-статистів. 

## Опис системи Gitk
- на основі XML
- шаблон проектування - "Легковаговик" на С.
- Відкритий код

### Компоненти
gitk архітектура використовує модульну, багатошарову архітектуру, що значною мірою спирається на обробку XML через всі шари. Архітектура реалізує модель ARCH (яка є продовженням моделі Seeheim ). 
- Додаток - сам додаток не знає про те , як остаточний інтерфейс буде виглядати, він просто доставляє опис функціональних діалогів і забезпечує обробку подій
- обгортка - компоненти дозволяють розробнику додатка вільно обирати загальний вигляд системи
- Ядро : це єдиний компонент,ща регулює взаємодію з додатками і утворює базову інфраструктуру , також додатково керує дечим  іншим (плагіни)

## Робота з репозиторієм
| Команди              | Команди для консольного інтерфейсу    | Команди для графічного інтерфейсу                    |
| -------------------- | ------------------------------------- | ---------------------------------------------------- |
| новий репозиторій    | git init                              | Repository -> new -> обираємо каталог -> create      |
| нова гілка           | git branch назва_гілки                | Branch -> create -> вводимо ім'я гілки -> create     |
| додати файл в індекс | git add назва файлу                   | Commit -> Stage to Commit                            |
| додати файл в гілку  | git commit назва_файлу                | напишіть повідомлення для коміту -> Commit -> Commit |
| перейти на гілку     | checkout назва_гілки                  | Branch -> Checkout -> Оберіть гілку -> Checkout      |
| злити 2 гілки        | merge назва_гілки_з_якою_хочемо_злити | Merge -> Local Merge -> оберіть гілку -> Merge       |